# Виттшёвле (замок)
Виттшёвле (швед. Vittskövle slott) — крупнейший замок на юге Швеции в лене Сконе. Расположен в городке Виттшёвле в муниципалитете Кристианстад к югу от Охуса. Здание является одним из наиболее хорошо сохранившихся ренессансных замков Швеции. Замок находится в частной собственности семьи Шернсверд. По своему типу относится к замкам на воде.

## История

### Датский период
Первый замок на территории поместья Виттшёвле упоминается в документах начала XIII века под названием Эгесиде. Он находился примерно в 4 километрах к северо-востоку от нынешнего замка, на берегу озера Ингшё. Тогда земли принадлежали братьям Харальду и Хольгеру Эгесидам. В тем времена вся южная Швеция принадлежала датчанам. В XIV веке замок перешёл во владение семьи Браге. Позднее поместье некоторое время принадлежал архиепископу Лунда, а после реформации вернулось в собственность семьи Браге.
Около 1553 года Йенс Браге снёс средневековые постройки, которые были расположены к северу от главной церкви Виттшёвле и начал возводить новый замок. Он решил построить здание на острове, укрепив его сваями. Замок был спланирован как четырёхэтажное оборонительное сооружение с двумя угловыми башнями, способными выдержать обстрел из пушек. Над входом в новый замок до сих пор сохранилась надпись с именами Браге. Хенрик Браге, сын Йенса, завершил строительство крепости в 1577 году. У Хенрика была единственная дочь, Маргарета, которая вышла замуж за датского аристократа по имени Кристиан Барнеков. Таким образом, после смерти Хенрика Браге в 1587 году Виттшёвле перешёл в собственность рода Барнеков.

### В составе шведского королевства
После заключения Роскилльского мира в 1658 году в состав Швеция вошла вся южная часть Скандинавского полуострова. Причём шведы сохранили замок в собственности прежних владельцев. Кристиан Барнеков был назначен вице-президентом Апелляционного суда Гёталанда, а семья Барнеков была представлена в Риддархусе (Рыцарском собрании) с 1664 года. В мае 1678 года Виттшёвле был усилен новыми оборонительными сооружениями. В те же времена семье Барнеков перешёл в собственность небольшой замок Эртофта.
В XVIII веке во время пожара сгорела северо-западная башня. После восстановления она была построена в романтическом средневековом стиле. Парк и сады были созданы при жизни Адольфа Фредрика Барнекова (1744–1887), Кроме того появились беседки, рыбные пруды и павильон в турецком стиле.

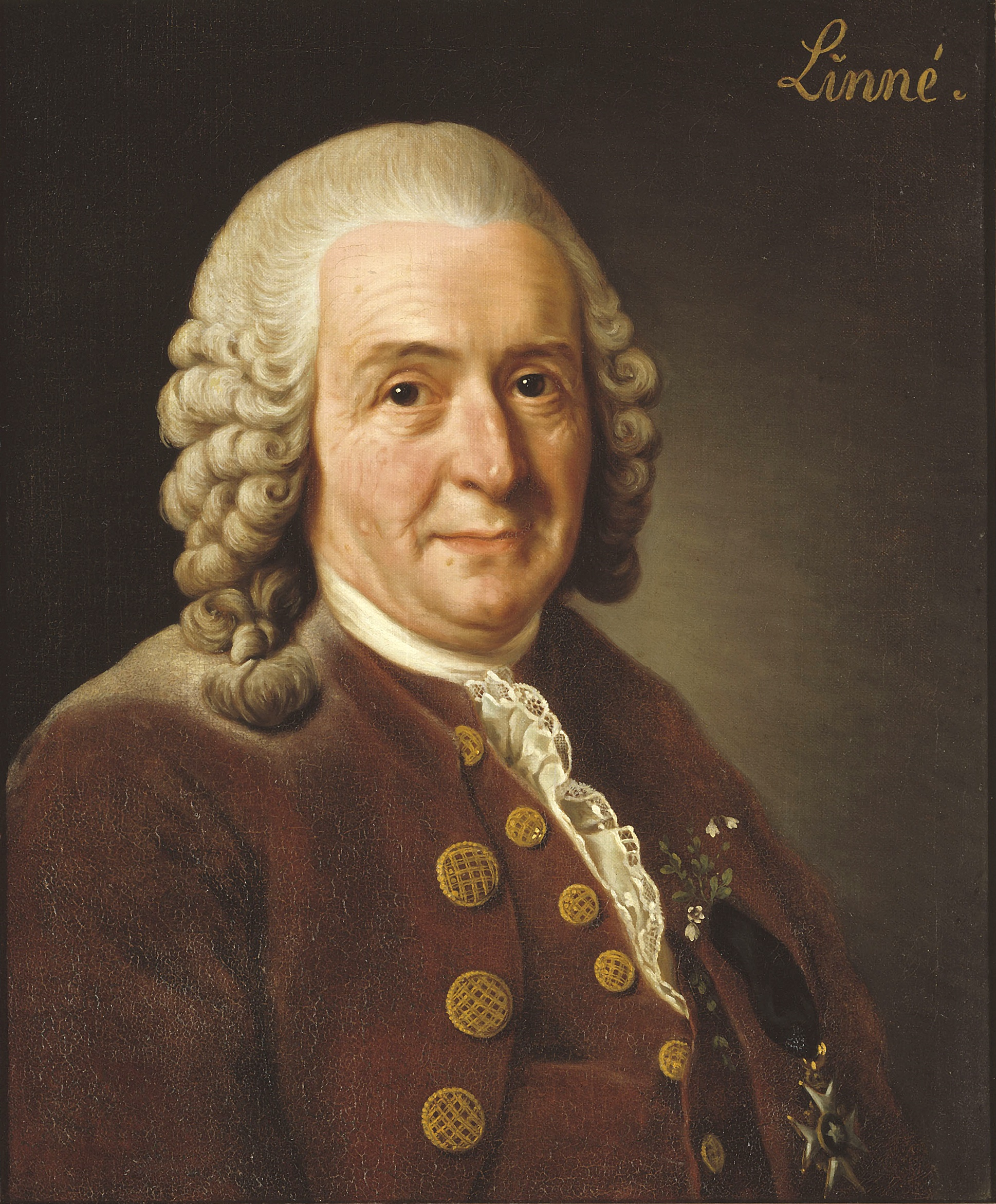
Шведский естествоиспытатель (ботаник, зоолог, минералог) и медик Карл Линней

26-27 мая 1749 года замок посетил Карл Линней во время своего путешествии по Сконе. Он назвал замок «великолепной резиденцией» со стенами, увитыми плющом. Он также похвалил сады с их «прекрасными живыми изгородями». В то время в поместье выращивали абрикосы, персики, айву и виноград.
В начале XIX века замок был отремонтирован. Среди прочего появились росписи потолков, сделанные под руководством Кристиана Лаврентиуса Гернандта. Однако семья Барнеков в итоге решила продать замок, содержание которого обходилось очень дорого. В итоге поместье целиком купил в 1826 году банкир Юнас Хагерман, который впоследствии передал его своему брату Густаву Хагерману. Через наследование и покупку Виттшёвле перешёл в 1839 в собственность гофмаршала Рудольфа Ходдера Шернсверда (который женился на Мари, дочери Густава Хагермана). Новый владелец разбил парк в английском стиле и построил в нём несколько зданий в средневековом стиле.
В 1966 году замок признан объектом исторического наследия.

## Современное состояние
Современное поместье Виттшёвле занимает площадь в 2800 гектаров и принадлежит Карлу-Георгу Шернсверду. Парк открыт для посещения.

## Галерея

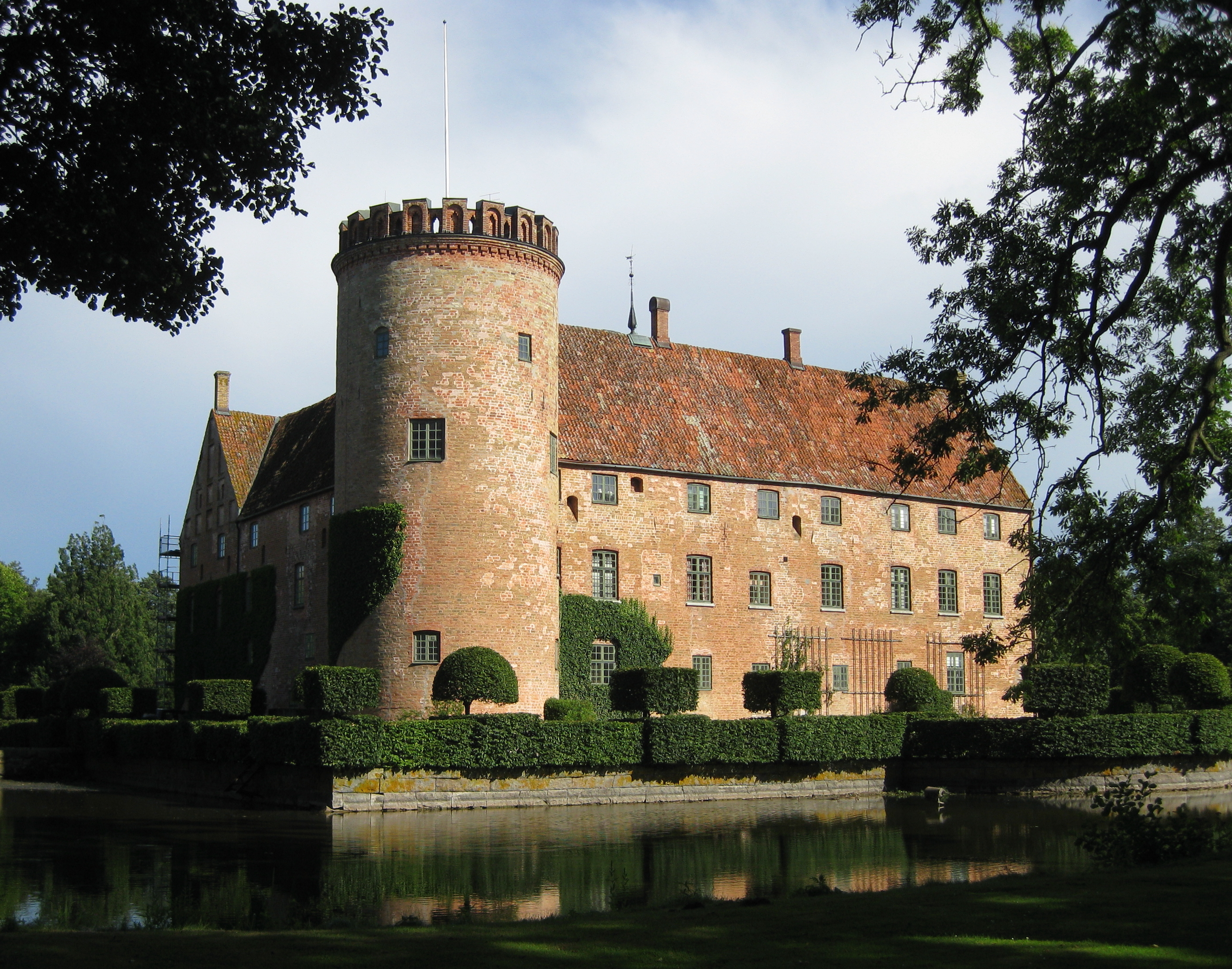
Массивная угловая башня
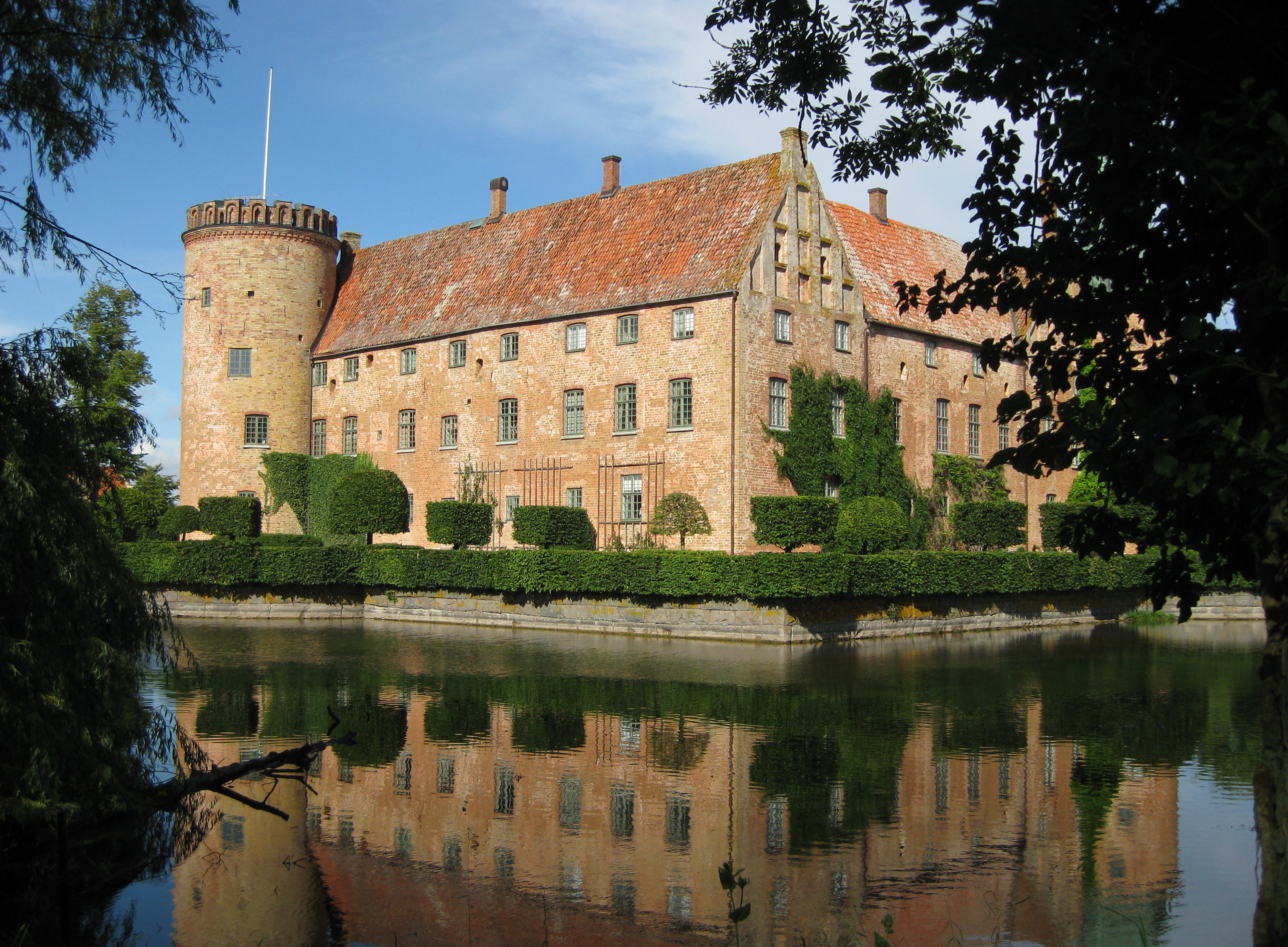
Вид замка со стороны воды
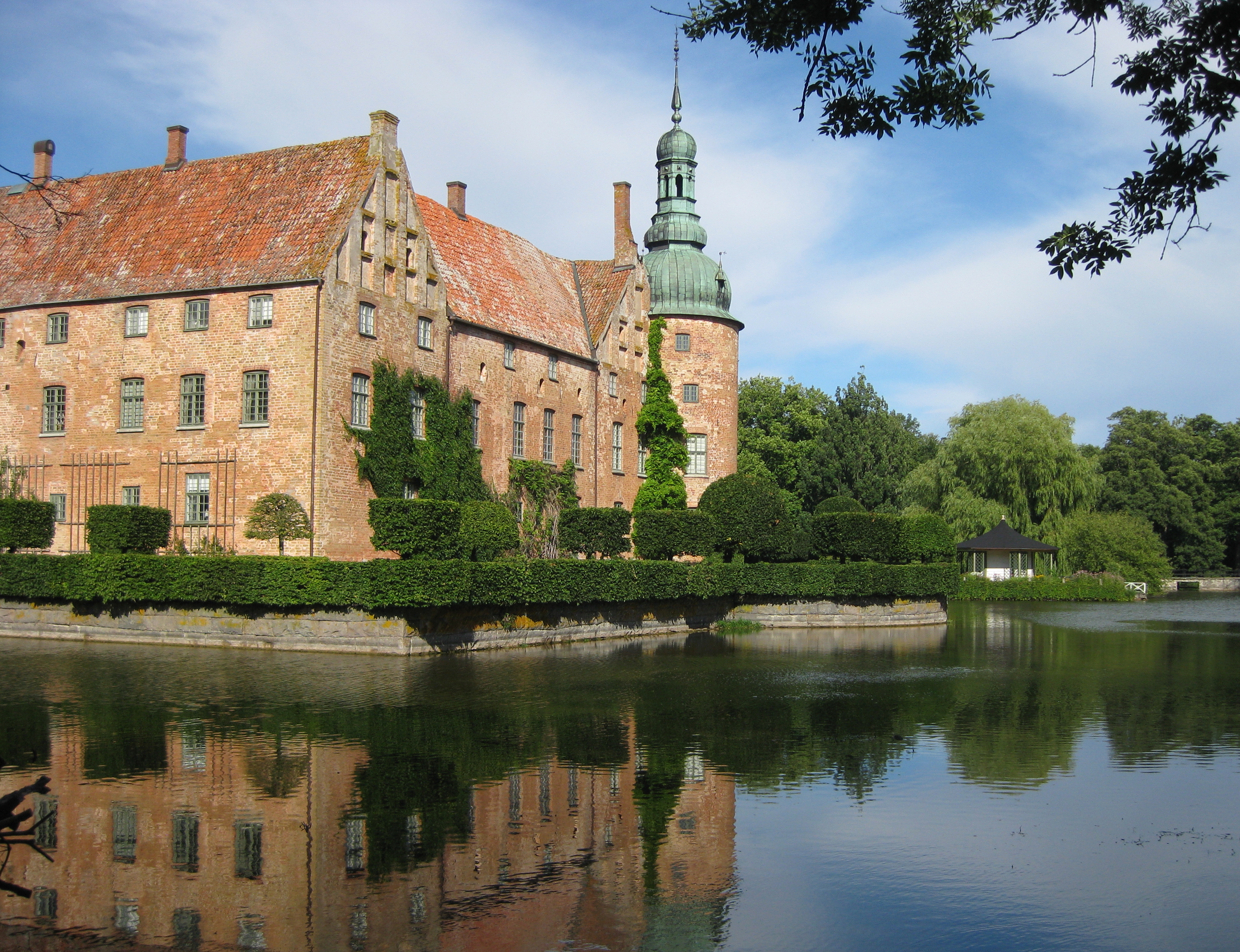
Замок с юго-западной стороны
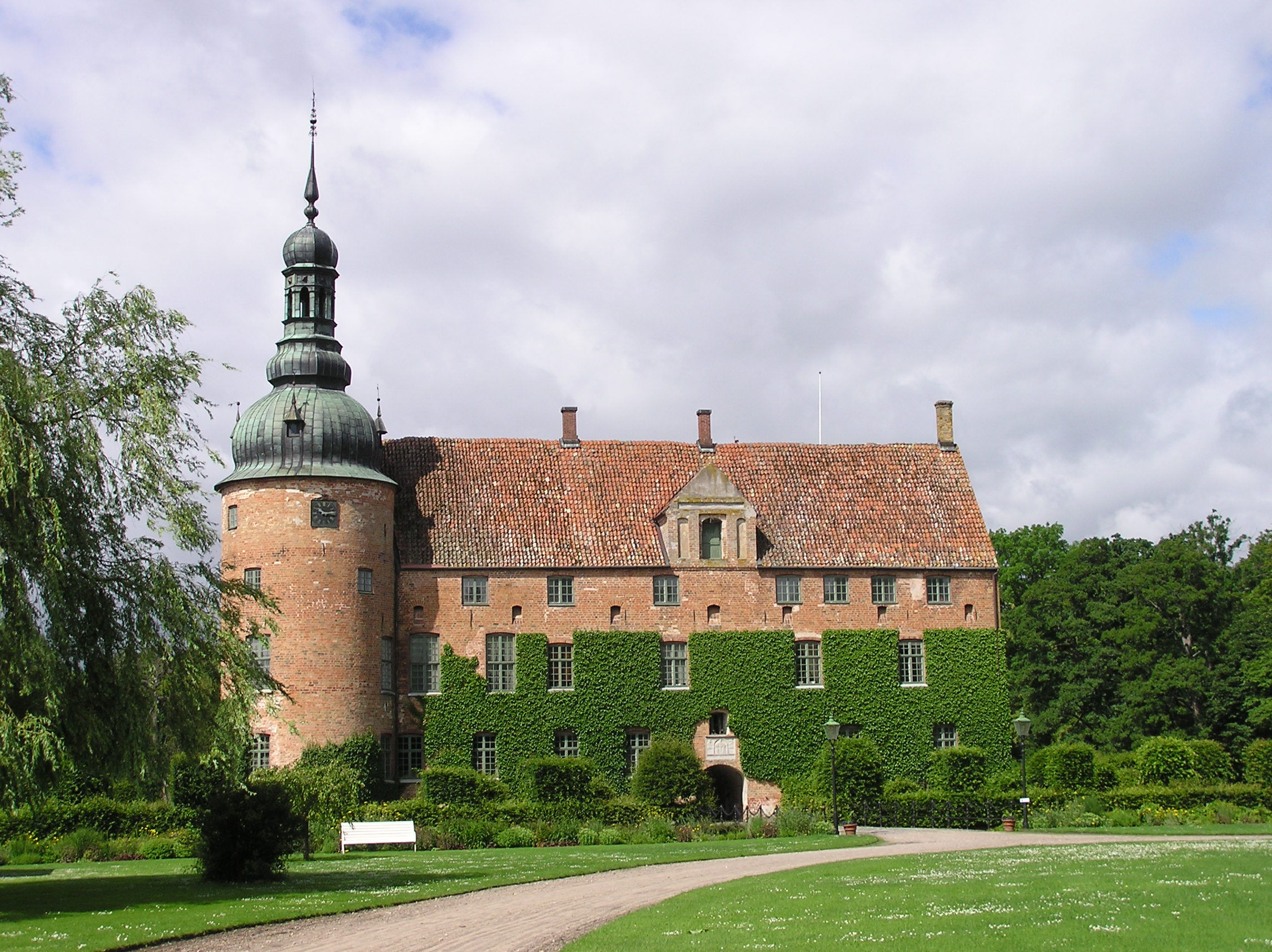
Вид замка с восточной стороны